# 微脉冬青
微脉冬青（学名：Ilex venulosa）为冬青科冬青属的植物。分布于缅甸、孟加拉国、印度以及中国大陆的云南等地，生长于海拔1,800米至2,400米的地区，多生于山坡常绿阔叶林或混交林中，目前已由人工引种栽培。

## 异名
- Ilex venulosa Hook. f. var. simplifrons S. Y. Hu